# Stephan Michiels
Stephan Michiels (13 juni 1965) is een bekende Belgisch dammer. 

## Levensloop
Michiels behoort tot de generatie dammers die de hegemonie van de gebroeders Oscar en Hugo Verpoest doorbrak. 
Zijn eerste Belgische titel behaalde hij in 1988. Michiels staat bekend om zijn mooie en creatieve spelopvattingen, die hem echter zeer wisselvallige resultaten opleveren. 

## Erelijst
- Kampioen van België 1988, 1990 en 1994
- Kampioen van België Blitz 1994 en 1996